# Зеленоглазые деффки!
«Зеленоглазые деффки!» — песня российского рэп-исполнителя Моргенштерна и белорусского певца, рэпера ЛСП. Является заключающей песней второго студийного альбома «Улыбнись, дурак!».

## Предыстория
Первый отрывок «Зеленоглазых деффок» был опубликован 28 сентября 2018 года. 16 октября того же года Моргенштерн выпустил клип на песню «Уфф… Деньги…», в конце которого присутствовал тизер к песне. В том же месяце Алишер выпустил второй отрывок песни. В декабре рэп-исполнитель опубликовал фото, на котором запечатлён файл под названием «Зеленоглазые деффки!» и нераскрытый второй исполнитель. Днём позднее Моргенштерн анонсировал альбом и показал ещё один отрывок трека, сообщив, что он будет последним треком альбома. 30 декабря, за два дня до выхода альбома «Улыбнись, дурак!», Алишер выпустил ещё один сниппет и показал второго исполнителя, которым оказался ЛСП.

## Отзывы
Самим Сарвари, автор рецензии, опубликованной на русскоязычном информационно-развлекательном веб-сайте «Канобу», назвал песню «ямайской» и «центром тяжести и лицом альбома», куплет ЛСП — «отменным» и подметил, что в конце песня уходит в синти-панк. Алексей Мажаев, рецензент информационного издания InterMedia, отметил, что «мат, похоже, остаётся своеобразным маркером, по которому отличают своих, и допингом, позволяющим быстрее добиваться более ярких результатов», приведя в пример композицию «Зеленоглазые деффки», которую назвал «шуточной».

## Чарты
| Чарт (2019)        | Высшая позиция |
| ------------------ | -------------- |
| Россия (ВКонтакте) | 1              |
| Россия (Deezer)    | 1              |
| Мир (Genius)       | 2              |